# Adopția în Franța
Adopția în Franța sau este codificată în Codul civil franceză în două forme distincte: adopția simplă și adopția plenară .

## Adopție simplă
Adopția simplă (franceză: adopție simplă) este un tip de adopție care permite să rămână unele dintre legăturile legale dintre un copil adoptat și familia sa natală. Este oficializat în temeiul articolelor 343 și articolele următoarele  din Codul civil francez.
Adopția simplă este mai puțin restrictivă în cerințele sale și mai puțin radicală în efecte decât adoptarea în plen.
Cerințe pentru adoptare
O persoană singură de 28 de ani sau mai mult poate adopta o altă persoană. 
Este necesar ca părintele adoptiv să fie cu cel puțin 15 ani mai în vârstă decât adoptatul, cu excepția cazului în care adoptatul este copilul soțului părintelui adoptiv. În acest caz, părintele trebuie să fie cu 10 ani mai în vârstă decât adoptatul.
Dacă viitorul părinte adoptiv este căsătorit, este necesar acordul soțului/soției. (Articolele 361 și următoarele din Codul civil)
Consecințe
Adopția conferă adoptatului drepturi și îndatoriri echivalente cu cele ale copilului legitim. Astfel, de exemplu, numele părinților adoptatori se adaugă la numele inițial al adoptatului, sau îl înlocuiește.
Părinții adoptivi dobândesc autoritate parentală exclusivă asupra copilului, deși legăturile legale ale adoptatului cu familia sa de origine nu sunt rupte. Astfel, adoptatul păstrează drepturile de moștenire în cadrul familiei sale originare.
Adoptul simplu (și copiii și copiii săi vitregi) au capacitatea de a moșteni din ambele familii.
Adoptul nu poate moșteni de la părinții părinților adoptatori.
Se face excepție dacă părintele adoptiv are copii rezultați dintr-o căsătorie anterioară.
Dacă adoptatul moare și lasă succesori, drepturile de moștenire sunt determinate de dreptul comun. Dacă nu, moștenirea este împărțită, jumătate mergând către familia natală și jumătate către familia adoptivă.
Adopția nu are consecințe asupra naționalității adoptatului, care poate fi de naționalitate străină (acest lucru este posibil dacă există acorduri cu Franța).
Există o obligație de întreținere (obligații alimentare) între adoptat și părintele adoptiv. Între adoptat și părinții săi de naștere există și o obligație asemănătoare, dar ea este doar secundară: părinții naturali sunt legați de obligația alimentară numai dacă adoptatul stabilește că nu a putut obține ajutor de la părinții adoptatori.
Vârsta adoptatului
Nu există nicio condiție privind vârsta adoptatului. Consimțământul adoptatului este necesar pentru adoptații cu vârsta de peste 13 ani, iar pentru adoptații minori este necesar acordul părinților săi. 
Viitorul adoptat; nici o restricție după ce a dat acordul.
Nu există restricții speciale pentru adoptații care au trecut de vârsta majoratului.

## Adopția în plen
Adopția plenară (franceză: adoption plénière) este o formă alternativă de adopție care pune capăt relației dintre părintele natural și copil. Astfel, toate drepturile și statutul pe care copilul le-ar fi putut avea din familia natală sunt revocate și înlocuite cu drepturile și statutul acordat de familia adoptatoare.
Termenul „adopție plenară” îl deosebește de cealaltă formă de adopție practicată în Franța, adopția simplă , care permite să rămână unele dintre legăturile legale dintre un copil adoptat și familia sa natală.